# Star Wars Rogue Squadron II: Rogue Leader
Star Wars Rogue Squadron II: Rogue Leader, segunda parte de la saga Rogue Squadron, es un videojuego de acción exclusivo de Nintendo GameCube, codesarrollado por Factor 5 y LucasArts. 
Ubicado en la galaxia ficticia de Star Wars, el juego abarca las tres películas originales de la trilogía Star Wars. El jugador controla Luke Skywalker y Wedge Antilles. A medida que avanza el juego, Skywalker, Antilles y la Alianza Rebelde luchan contra el Imperio Galáctico en diez misiones a través de varios planetas.

## Como jugar
El juego sigue el mismo principio que su predecesor. El jugador ve las más grandes batallas de la segunda trilogía  Star Wars . Las funciones básicas son cronológicamente el ataque de la primera Estrella de la Muerte, la destrucción de la segunda Estrella de la Muerte, etc. El jugador juega bien con Luke Skywalker o con Wedge Antilles, dos fuerzas rebeldes de la Alianza Rebelde.
Cuando el jugador ha terminado una misión, se da la información. Indican el tiempo, la precisión, el número de enemigos muertos, vidas perdidas ... y de acuerdo a sus resultados, el jugador puede conseguir una medalla o no:
- Las medallas de bronce traen 3 puntos.
- Las medallas de plata traen 6 puntos.
- Las medallas de oro traen 10 puntos.

Los puntos se utilizan para comprar las misiones de bonificación.
Hay misiones de bonificación. Si se va de la misión del ataque Estrella de la muerte (ataque a la Estrella de la Muerte) si se va en la parte superior presionando hacia arriba la palanca de mando se ve la misión de escapar de la Estrella de la Muerte (Escape de la Estrella de la Muerte). Es la misión en la torreta del Halcón Milenario.

## Misiones
Star Wars Rogue Leader  incluye diez misiones básicas, además de la formación y de cinco bonificaciónes.

### Entrenamiento en Tatooine
Esta es la misión de entrenamiento conjunto en el desierto Tatooine. El jugador controla una nave ordinaria y debe ir a hacer los diferentes objetivos que se persiguen: hacer maniobras, ganar una carrera ...
Esta misión depende de la hora del día, es posible hacerlo en la madrugada de ese día, al atardecer o por la noche.

### El ataque a la Estrella de la Muerte
La primera misión del juego muestra el ataque de la Estrella de la Muerte, la escena final del episodio   Una Nueva Esperanza .
En la primera parte de la misión, el jugador debe destruir primero las torres de defensa a la superficie, a continuación, se enfrentan a los  cazas TIE, antes de cruzar la zanja para lanzar torpedos de protones en el conducto evacuación para destruir la amenaza de la estrella de la muerte.

### Trampas en el pasillo Ison
El rebelde reabastecimiento convoy partió del planeta Yavin 4 para obtener en el planeta Hoth. El jugador debe acompañar al segundo convoy y llevarla con seguridad.
El jugador debe proteger a los barcos de transporte primero y fragata médica para repeler el ataque de TIE. El final de la misión se lleva a cabo en una visión minimización nebulosa.

### La Batalla de Hoth
La famosa batalla del planeta cubierto de nieve  Star Wars Episodio V: El Imperio contra el ataque . Al igual que en la película, el jugador controla a un snowspeeder y debe evitar que el Imperio destruya la base rebelde y retrasar a la Alianza para evacuar.
Durante la misión, el jugador puede destruir AT-AT mediante el cable de remolque.

### Las Prisiones de Maw
Una base imperial secreta no se detecta el momento, en el sector de Maw. El jugador debe encontrar la base, incluyendo la destrucción de una barrera de energía con sus cañones de iones, y causar el máximo daño antes de la llegada de refuerzos imperiales.

### Cita con la maquinilla de afeitar
El Comandante Skywalker fue capaz de reunir datos vitales para la rebelión cargó a bordo de la maquinilla de afeitar para transmitir al comandante rebelde superior.
El jugador debe proteger la maquinilla de afeitar atacando a un Destructor Estelar. Al igual que en la película, primero destruir las torretas de defensa antes de atacar el puente.

### La venganza de Kothlis
El Destructor Estelar lleva los datos y se sobrescriben en Kothlis. El jugador tiene que cubrir un grupo de intervención a cargo de la recuperación de la información. El jugador volverá a abordar AT-AT.

### Academia Imperial
La Alianza Rebelde debe tener un servicio de enlace con el enfoque imperial de Endor para destruir el generador de escudo de la nueva Estrella de la Muerte en construcción. El jugador tiene que ir lo más silenciosamente posible en la Academia Imperial de robar uno.
Esta misión es diferente dependiendo de si el jugador juega el día o la noche. El día que se debe destruir el radar con sus cañones de iones, la noche en que debe volar a baja altura en la niebla.

### Escape en Bespin
La Alianza Rebelde se reúne para el ataque final, pero carece de gas Tibana para accionar sus armas. Por lo tanto, la misión es atacar la  Ciudad de las nubes a Bespin para recuperar el uso de combustible.

### LaBatalla de Endor
Para la batalla final, la flota rebelde se acercaba a Endor para destruir la estrella de la muerte. En esta épica batalla, el jugador se enfrentará a docenas o incluso cientos de TIE, proteger a los cruceros de la Alianza y para hacer frente a varios destructores estelares. Esta es una de las misiones más impresionantes, pero también uno de los más difíciles en el juego.

### En el corazón de la lucha
El generador de Endor se desactiva y la Estrella de la Muerte es vulnerable. El jugador va a llegar a la superficie de este último, introduzca el generador de energía y destruirlo. La misión recuerda la apoteosis de   Retorno del Jedi .

## Misiones de bonificaion
Las misiones de bonificación se compran más o menos puntos, por lo que no tienen ningún orden específico.

### El vuelo del Halcón Milenario
Esta es una misión especial, ya que no se requiere que el jugador controle. El Halcón Milenario  escapó de la Estrella de la Muerte, pero es perseguido por cazas TIE. El jugador está en control de una de las torretas del 'Halcón' 'y debe destruir la amenaza enemiga.

### El campo de asteroides
Al tratar de escapar de la imperial cerca de  Hoth, Han Solo nota que el control de la velocidad de la luz ya no funciona; por lo que decidió sembrar sus atacantes escondiéndose en un campo de asteroides.

### El triunfo del imperio
El jugador controla a Darth Vader y reproduce la primera misión, el ataque a la Estrella de la Muerte. Salvo que a diferencia del jugador debe evitar que los rebeldes destruyan la Estrella de la Muerte.

### La venganza en Yavin
El jugador sigue controlando una vez Darth Vader. Después de la destrucción de la primera Estrella de la Muerte, el Imperio lanzó un asalto a la Yavin 4 para destruir la base rebelde. El jugador debe causar el máximo daño y prevenir la evacuación del transporte de los rebeldes.

### La resistencia
Se trata de una misión especial que tiene lugar en la superficie de la nueva estrella. El jugador debe eliminar oleadas de cazas imperiales. Hay 100 en total, la última oleada de ser un duelo contra Darth Vader. Esta es la misión más larga (varias horas) y el más difícil del juego.

## Naves
Muchas naves de la serie están disponibles, pero no es posible llevar a todos en cualquier nivel. Otras naves son bonificaciones desbloqueables.

### Naves básicas
- El X-Wing: La nave más mítica y conocida de la trilogía, es también la que tiene la mejor capacidad, la eficiencia en todas las áreas. Tiene además un robot R2 que puede reparar cuando se daña.
- El Caza estelar Ala-Y: Es una nave lenta, muy bien equipado para el bombardeo, pero lo suficientemente limitado para la caza. También cuenta con un cañón de iones para neutralizar al enemigo sin destruirlo. También está equipado con un robot R2.
- El Caza estelar Ala-A: Se trata de un pequeño cazador muy rápido y muy fácil de manejar, pero con una defensa bastante débil.
- El Caza estelar Ala-B: Este es un gran luchador armado, pero difícil de maniobrar.
- El snowspeeder: Este es un cazador que sólo es utilizable ambiente. Se puede jugar durante la "Batalla de Hoth", "La venganza en Kothlis" y "la Academia Imperial." Tiene un cable de remolque que le permite destruir AT-AT.

### Naves de bonificacion
- El Halcón Milenario : Nave de guerra de Han Solo, el más rápido de la galaxia. Se puede disparar rayos láser hacia atrás. Pero sigue siendo grande y difícil de maniobrar.
- El caza de Naboo: Nave de la Antigua República, con características similares a los X-Wing, pero más rápido y más fácil de manejar.
- El Slave I: Esta es la nave del cazador de recompensas Boba Fett, muy grande y muy difícil de manejar.
- El  Avanzada TIE: Nave personal de Darth Vader, similar a la caza TIE.

### Otras naves
- El Traslado Imperial: Esto es un recipiente controlable en el extremo de la Academia Imperial. Esto no es un buque de guerra por lo que sus características ofensivas son malas.
- El Caza TIE Nave que puede volar por la noche para entrar en la Academia Imperial.
- El T-16 Skyhopper: Reductor de velocidad con muy poco armamento, incluyendo utiliza para las carreras en Tatooine.

## Mejoras: Avances tecnológicos y armamentísticos
Durante el juego, las misiones, es posible que el jugador encuentre un icono secreta, escondida en un nivel de ubicación, el ahorro de mejora tecnológica. Pueden ser:
- Láseres avanzados: Aumenta la potencia de los cañones láser de todas las naves.
- Torpedo de protones avanzado: Aumenta la potencia de penetración de los torpedos de protones.
- Torpedo de protones guiado: Los torpedos seguirán a los objetivos contra los que fueron disparados.
- Bomba de protones avanzada: Más potentes que las bombas de protones.
- Misil de impacto avanzado: Los misiles de impacto mejorarán y causarán más daño a los enemigos.
- Misil de impacto guiado: Todos los misiles de impacto seguirán a los enemigos.
- Escudo avanzado: El nivel defensivo de todas las naves sube al máximo. Es la única mejora defensiva.
- Mayor equipo de destino: El equipo de destino puede permanecer encendido después de que se suelta el botón Y, y se hace posible elegir el enemigo con el C-Stick.

## Bonus
Al terminar todas las misiones se puede desbloquear material extra, que son:
- Prueba de audio
- Tráiler del juego
- La realización del juego
- Comentarios de audio
- La banda sonora del juego
- Una galería de imágenes
- Créditos
- Modo experto

Esto permite volver a hacer todas las tareas y se vuelven más difíciles, los enemigos son mucho más ofensivo en particular. Y es posible ganar medallas de oro a punto de acabar la misión.
- Datos: Q54307